# Hinterberg (Gemeinde Leoben)
Hinterberg ist ein im Westen von der steirischen Stadt Leoben gelegener Stadtteil. Er bildet den westlichen Teil der Katastralgemeinde Leitendorf, hat aber ein eigenes Siedlungsweichbild und ist vom eigentlichen Leitendorf durch den 720 m hohen Häuselberg im Osten getrennt. Von Donawitz trennt ihn der 789 m hohen Galgenberg im Norden.

## Geschichte

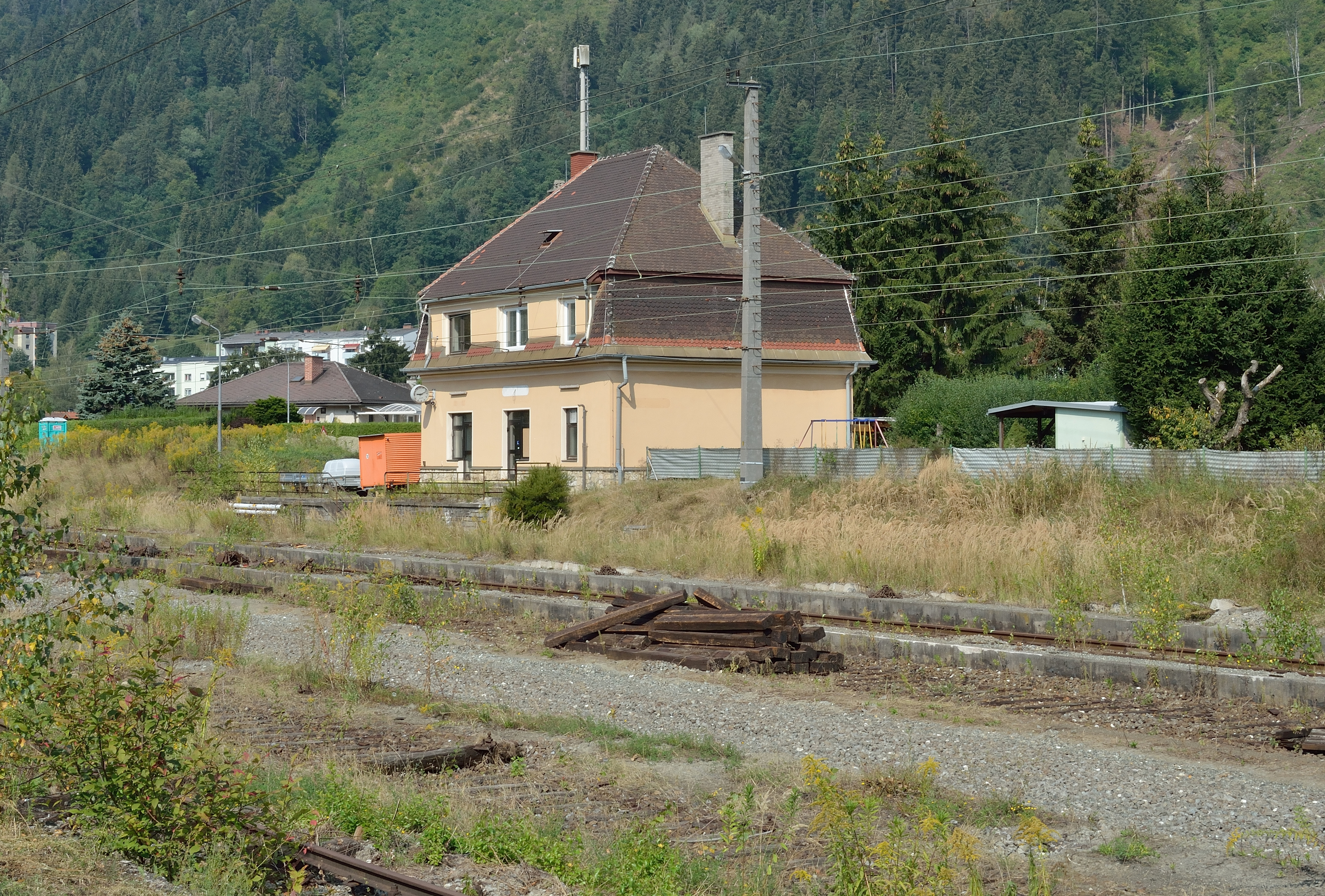
Der ehemalige Bahnhof in Hinterberg

Spuren von menschlicher Besiedlung reichen bis in die Hallstattzeit zurück. In den zu Hinterberg gehörenden Steinleiten wurden in den 1950er Jahren Steinkistengräber aus dem ersten vorchristlichen Jahrtausend gefunden.
Das Gebiet des heutigen Hinterberg wurde bis zum Beginn des 20. Jahrhunderts überwiegend landwirtschaftlich genutzt. Die industrielle Entwicklung setzte 1911 mit der Inbetriebnahme der Zellstoff-Fabrik Hinterberg ein, welche bis in die zweite Hälfte des 20. Jahrhunderts bestanden hat. Seit der Gründung der Leiterplattenfabrik AT & S im Jahre 1987 ist Leoben-Hinterberg Sitz und Stammfirma dieses Unternehmens.
In den 1990er bestand der Plan zur Errichtung einer Privatkrankenanstalt in Hinterberg. Die ARGE Sanatorium Leoben-Hinterberg plante ein 170 Millionen Schilling teures Projekt, bei dem ein Viertel des hektargroßen Areals für den 48 Zimmer umfassenden Sanatoriumskomplex vorgesehen war, während die übrige Wiesenfläche in eine Park- und Erholungsanlage umgestaltet werden sollte. Das Projekt gelangte letztlich jedoch nicht zur Ausführung.
Von 1965 bis 1967 erfolgte die Errichtung der Kirche zu den Hl. Schutzengeln. 1968 wurde Hinterberg eine eigene Pfarrgemeinde, davor gehörte der Stadtteil zur Pfarre Waasen. Seit einigen Jahren gehört die Pfarre zusammen mit Waasen, Göss und Donawitz zur Stadtkirche Leoben. Stadtpfarrer Markus Plöbst und Pfarrer Martin Waltersdorfer sind die Seelsorger des Pfarrverbandes.
Ein Siedlungsausbau erfolgte in den 1970er Jahren durch die Errichtung der Wohnsiedlung Steinleiten.

## Verkehr
Hinterberg liegt an der Leobener Straße (B 116) und ist über die Anschlussstelle Leoben West an die Semmering Schnellstraße (S 6) angeschlossen.
Von 1868 bis 2012 führte die Zweigstrecke St. Michael – Leoben der Rudolfsbahn über Hinterberg, der Personenverkehr wurde bereits 2008 eingestellt. Dieser Abschnitt wurde vom 1998 eröffneten Galgenbergtunnel ersetzt; auf der Bahntrasse zwischen Hinterberg und dem Bahnhof Leoben-Göss wurde 2019 ein Fahrradweg (künftig Teil des Murradweges) errichtet.
Die Stadtbuslinie 4 verbindet Hinterberg mit dem Hauptbahnhof und Zentrum Leoben sowie mit Göss.

## Sport
Der Fußballverein SV Hinterberg wurde 1953 gegründet und spielt aktuell in der Sechshöchsten Spielklasse (Unterliga Nord A) in Österreich. Beheimatet ist der Verein in der Autohaus Stockreiter Arena.